# Edgar Schein
Edgar Henry Schein (sinh ngày 5 tháng 3 năm 1928; mất ngày 26 tháng 1 năm 2023) là một cựu giáo sư gốc Thụy Sĩ tại Trường Quản lý MIT Sloan. Ông ghi dấu ấn trong lĩnh vực phát triển tổ chức ở nhiều lĩnh vực, bao gồm phát triển bản thân, tham vấn quy trình nhóm và văn hóa tổ chức. Ông là con trai của cựu giáo sư Đại học Chicago Marcel Schein.

## Mô hình văn hóa tổ chức

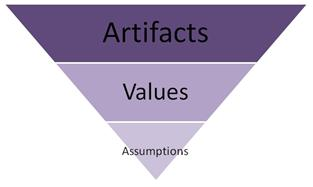
Minh họa mô hình văn hóa tổ chức của Schein

Mô hình văn hóa tổ chức của Schein bắt nguồn từ những năm 1980. Schein (2004) xác định ba cấp độ khác biệt trong văn hóa tổ chức:
1. Các Artifacts và hành vi
2. Các giá-trị-được-tuyên-bố
3. Các giả định

Ba cấp độ này chỉ mức độ mà người quan sát có thể nhìn thấy các hiện tượng văn hóa khác nhau.
- Artifacts là mọi yếu tố hiện hữu mà xác định nên một tổ chức, được viết ra công khai hay chỉ truyền miệng. Kiến trúc, đồ nội thất, quy tắc ăn mặc, trò đùa văn phòng, tất cả đều là các artifacts của tổ chức. Artifacts của một tổ chức là những yếu tố hữu hình mà những người ngoài tổ chức có thể nhìn ra.
- Các giá-trị-được-tuyên-bố của một tổ chức là các giá trị và quy tắc hành vi mà tổ chức đó tuyên bố ra. Đó là cách mà các thành viên hình dung về tổ chức của mình và mô tả về nó cho những người ngoài. Điều này thường được thể hiện trong các triết lý chính thức và các bài viết công khai về tổ chức của mình. Đôi khi nó cũng có thể là các giá trị mà các thành viên của tổ chức hy vọng có cho tương lai, thí dụ: sự chuyên nghiệp của nhân viên, hoặc câu phương châm "gia đình là trên hết". Rắc rối có thể nảy sinh nếu các giá-trị-được-tuyên-bố bởi lãnh đạo không phù hợp với các giá trị trên thực tế được thành viên công nhận, ngầm hiểu hoặc công khai.
- Các giả định cơ bản được chia sẻ là những hành vi ăn sâu vào bản chất, thường là vô thức, nhưng lại tạo thành bản chất của văn hóa. Những giả định này thường được tích hợp rất tốt trong hoạt động văn phòng đến mức khó có thể nhận ra chúng từ bên trong.[2]

## Các mỏ neo nghề nghiệp
Neo nghề nghiệp là cách một người hình dung về bản thân; bao gồm nhận thức của anh ta về tài năng cũng như khả năng của mình, về các giá trị cơ bản với nhận thức về động cơ và nhu cầu nghề nghiệp của mình.
Nghiên cứu ban đầu của Schein vào giữa những năm 1970 đã xác định năm cấu trúc mỏ neo nghề nghiệp có thể có: (1) tự chủ / độc lập, (2) an ninh / ổn định, (3) năng lực kỹ thuật-chức năng, (4) năng lực quản lý chung cùng (5) sự sáng tạo trong kinh doanh. Các nghiên cứu tiếp theo trong những năm 1980 đã xác định ba cấu trúc bổ sung: (6) phục vụ hoặc cống hiến cho một sự nghiệp, (7) thách thức thuần túy và (8) phong cách sống.
Một nghiên cứu năm 2008 đã phân biệt giữa tinh thần kinh doanh và sự sáng tạo để hình thành chín cấu trúc khả thi.

## Giáo dục
- Bằng tiến sĩ, tâm lý học xã hội, Đại học Harvard, 1952
- Bằng Thạc sĩ, Tâm lý học, Đại học Stanford, 1949
- Bằng Cử nhân, Kinh doanh, Đại học Chicago, 1947

## Ấn phẩm
- Thuyết phục cưỡng chế: Phân tích tâm lý xã hội về việc "tẩy não" các tù nhân dân sự Mỹ của Cộng sản Trung Quốc (1961) ISBN 0-393-00613-1
- Giáo dục Chuyên nghiệp: Một số hướng đi mới (1972) ISBN 0-07-010042-X
- Động lực học nghề nghiệp (1978) ISBN 0-201-06834-6
- Tâm lý học tổ chức, xuất bản lần đầu năm 1965, ấn bản thứ hai năm 1970, ấn bản thứ ba năm 1980 ISBN 0-13-641332-3 [4]
- Quan điểm lâm sàng trong công việc thực địa (1987) ISBN 0-8039-2975-7
- Nghệ thuật quản lý nguồn nhân lực (Chủ biên, 1987) ISBN 0-19-504882-2
- Chủ nghĩa thực dụng chiến lược: Văn hóa của Ban phát triển kinh tế Singapore (1996) ISBN 0-262-19367-1
- Kiểm tra lại quy trình tham vấn (1999) ISBN 0-201-34596-X
- DEC Is Dead, Long Live DEC: Di sản lâu dài của Digital Equipment Corporation (với Peter S. DeLisi, Paul J. Kampas, và Michael M. Sonduck, 2004), Berrett-Koehler Publishers; ISBN 9781576753057.
- Procesadvisering (2005) ISBN 90-5261-531-4
- Hướng dẫn Sinh tồn Văn hóa Doanh nghiệp, Tái bản lần thứ 2 (2009) ISBN 978-0-470-29371-3
- Văn hóa Tổ chức và Lãnh đạo, Tái bản lần thứ 4 (2010) ISBN 978-0-470-18586-5
- Giúp đỡ: Làm thế nào để cung cấp, cho và nhận trợ giúp (2011), Berrett-Koehler Publishers; ISBN 9781605098562.
- Điều tra khiêm tốn: Nghệ thuật nhẹ nhàng hỏi thay vì kể (2013), Nhà xuất bản Berrett-Koehler; ISBN 9781609949815.
- Career Anchors, Phiên bản thứ 4 với J. VanMaanen (2013) ISBN 978-1-118-45575-3
- Tâm lý tổ chức Sau đó và Bây giờ: Một số quan sát Lưu trữ ngày 27 tháng 4 năm 2021 tại Wayback Machine. Đánh giá hàng năm về Tâm lý tổ chức và Hành vi Tổ chức, Vol. 2. (2015)
- Phát triển tổ chức hội thoại: Lý thuyết và thực hành về sự thay đổi chuyển đổi (được biên tập bởi Gervase R. Bushe & Robert J. Marshak, lời nói đầu Edgar Schein, 2015), Nhà xuất bản Berrett-Koehler; ISBN 9781626564046.
- Tư vấn khiêm tốn: Cách cung cấp trợ giúp thực sự nhanh hơn (2016), Nhà xuất bản Berrett-Koehler; ISBN 9781626567207.
- Lãnh đạo khiêm tốn: Sức mạnh của các mối quan hệ, cởi mở và tin cậy (với Peter A. Schein, 2018), Berrett-Koehler Publishers; ISBN 9781523095384.

## Giải thưởng, danh hiệu
Giải thưởng
- Giải thưởng Thành tựu Trọn đời trong Học tập và Hiệu suất tại Nơi làm việc của Hiệp hội Đào tạo và Phát triển Hoa Kỳ, ngày 3 tháng 2 năm 2000
- Giải thưởng Everett Cherrington Hughes cho Học bổng Nghề nghiệp, Bộ phận Nghề nghiệp của Học viện Quản lý, ngày 8 tháng 8 năm 2000
- Giải thưởng Marion Gislason cho Lãnh đạo trong Phát triển Điều hành, Hội nghị Bàn tròn về Phát triển Điều hành của Trường Đại học Quản lý Boston, ngày 11 tháng 12 năm 2002
- Giải thưởng học giả xuất sắc của Học viện Quản lý, 2009
- Giải thưởng Thành tựu Thời gian Cuộc sống của Hiệp hội Lãnh đạo Quốc tế, 2012
- Bằng Tiến sĩ Danh dự của Trường Quản lý Bled IEDC ở Slovenia, 2012

Thành viên của các tổ chức
- Hiệp hội Tâm lý Hoa Kỳ
- Học viện Quản lý

Thành viên Hội đồng
- Ban cố vấn, Viện Vận hành điện hạt nhân
- Thành viên hội đồng quản trị, Hiệp hội Audubon Massachusetts
- Thành viên hội đồng quản trị, Boston Lyric Opera